# The Fool Monty
The Fool Monty, titulado El tonto Monty en Hispanoamérica y Tonti Monty en España, es el sexto episodio de la vigesimosegunda temporada de la serie de animación Los Simpson. Fue emitido el 21 de noviembre del 2010 en Estados Unidos por la cadena FOX.
El título es una referencia a la película de 1997 The Full Monty.

## Argumento
Un grupo de representantes de la estación de noticias planea causar pánico en masa para provocar encierro, liberando una enfermedad cuya causa inventada es por los gatos domésticos. Los noticieros informan que hay una vacuna disponible, aunque en cantidades limitadas. En el hospital de Springfield, el Sr. Burns, roba una porción significativa de la vacuna por sí mismo. Después de enterarse por su médico que está sufriendo de múltiples enfermedades y tiene solo seis semanas de vida, el Sr. Burns se vuelve perturbado por la reacción sensible. Hace muchos intentos de suicidio saltando de un barranco, pero termina vivo, aunque con amnesia y comportamiento delirante. Bart encuentra al Sr. Burns débil y vulnerable en el desierto y en secreto lo lleva a su casa. Cuando Homer y Marge aprenden sobre su nuevo huésped, que junto con el resto de Springfield, decide obtener algún reembolso para toda la miseria que les ha causado en los últimos años, pero con el tiempo empieza a mejorar la vida cotidiana de cada ciudadano, hasta que Lisa decide regresarlo a su mansión para que pueda recordar algo de sí mismo y lo logra.
El Sr. Burns, vuelve a ser cruel y sin corazón, y decide poner un domo sobre la ciudad para vengarse de todo aquel que lo había tratado mal (similar a Los Simpson: la película), solo para saber que "ya se ha hecho". Al final, el Sr. Burns se va volando en su helicóptero pilotado por Waylon Smithers, que al principio creía que el Sr. Burns había muerto y pasó un breve tiempo de trabajo para el exvicepresidente Dick Cheney. Los dos son inmediatamente saludados por Nelson, que amenaza con hacer caer el helicóptero a menos que el Sr. Burns se comprometa a asistir a una obra escolar que Nelson protagoniza.

## Recepción
En su emisión original el episodio fue visto por un estimado de 6.630.000 espectadores y recibió una calificación de 2,9 / 7% de participación entre los adultos entre las edades de 18 y 49. El episodio recibió una disminución del 26% en los principales demografía debido a que no tarde NFL juego.
- Datos: Q2579605